# Brumleby
Brumleby es un enclave de casas adosadas de Copenhague (Dinamarca), situado entre Øster Allé y Østerbrogade, justo al sur del estadio Parken y de la iglesia de Santiago. Construido entre 1854 y 1872 por la Asociación Médica Danesa para trabajadores sin hogar, es uno de los primeros ejemplos de vivienda social en Dinamarca y sirvió de modelo para proyectos posteriores.
La urbanización fue diseñada por Michael Gottlieb Bindesbøll en estilo neoclásico y posteriormente ampliada por Vilhelm Klein con un diseño similar.

## Historia

### Antecedentes

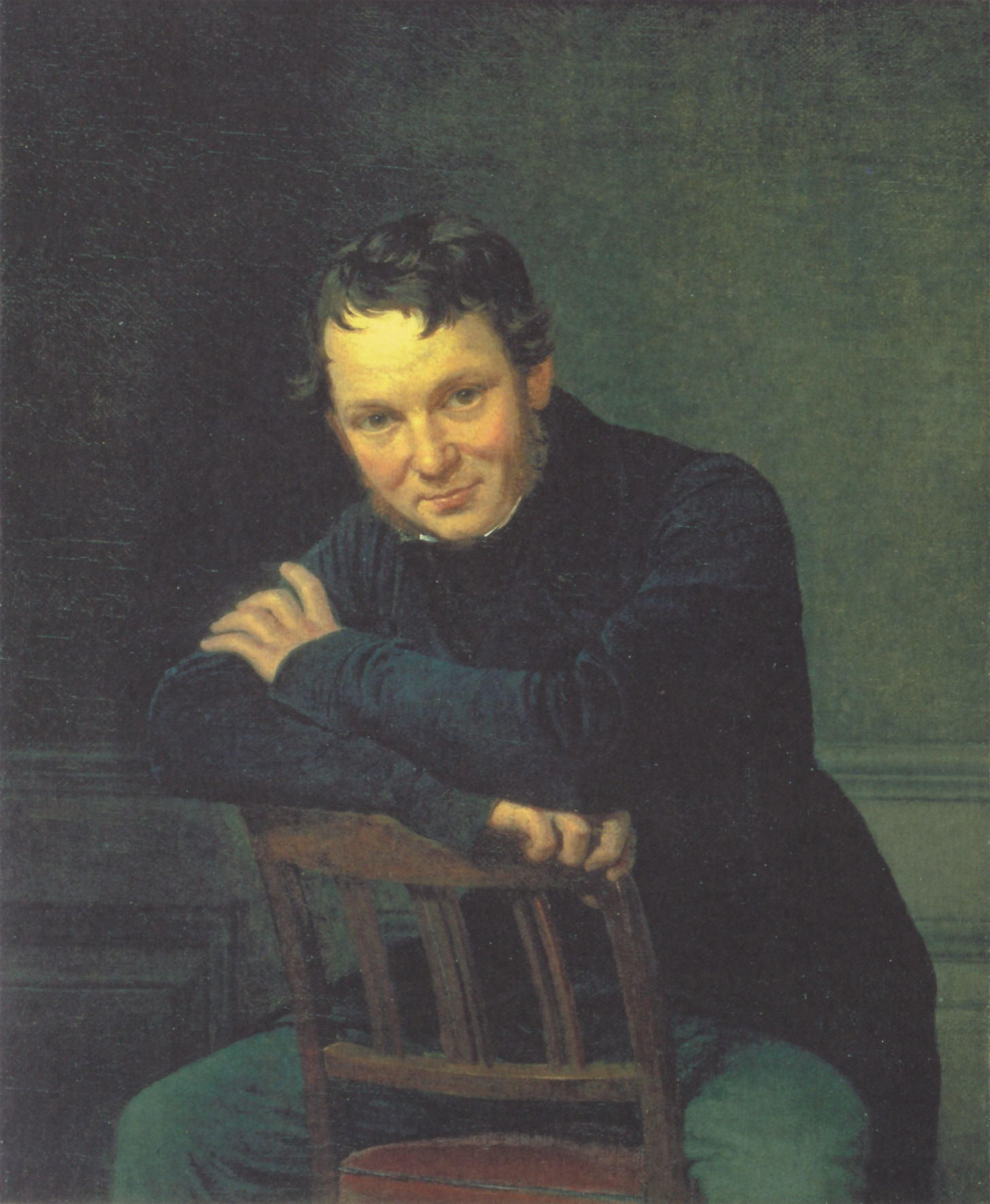
MG Bindesboll

La idea de proporcionar viviendas asequibles y saludables a la parte más pobre de la población activa de la ciudad surgió entre los políticos locales y los médicos durante el brote de cólera de Copenhague de 1853, en el que murieron aproximadamente 5000 personas. Una de las principales causas del brote fueron las pésimas condiciones de las zonas más pobres de la ciudad, que sufrían hacinamiento y carecían de servicios sanitarios adecuados.La población de Copenhague casi se había duplicado desde 1800, pero la ciudad aún no se había expandido más allá de su antiguo anillo de fortificación.

### Fase de construcción

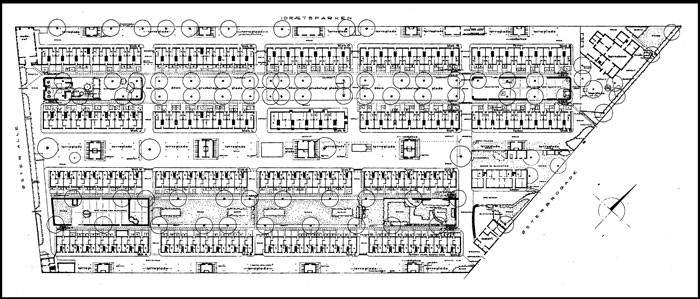
Plano de la zona totalmente desarrollado.

La Asociación Médica Danesa decidió actuar y adquirió un terreno en el Eastern Commons tras recaudar fondos de forma privada. El destacado arquitecto Michael Gottlieb Bindesbøll fue el encargado de diseñar las viviendas. Las obras de construcción comenzaron en 1854 y la primera fase, con 240 apartamentos, se inauguró en 1857.
La ampliación prevista no comenzó hasta 1866 debido a la intervención de la Segunda Guerra de Schleswig. Tras la muerte de Bindesbøll en 1856, fue sustituido por Vilhelm Klein, uno de sus empleados. Cuando finalizó la segunda fase en 1872, Brumleby contaba con 550 apartamentos habitados por 2500 personas.

### Historia posterior

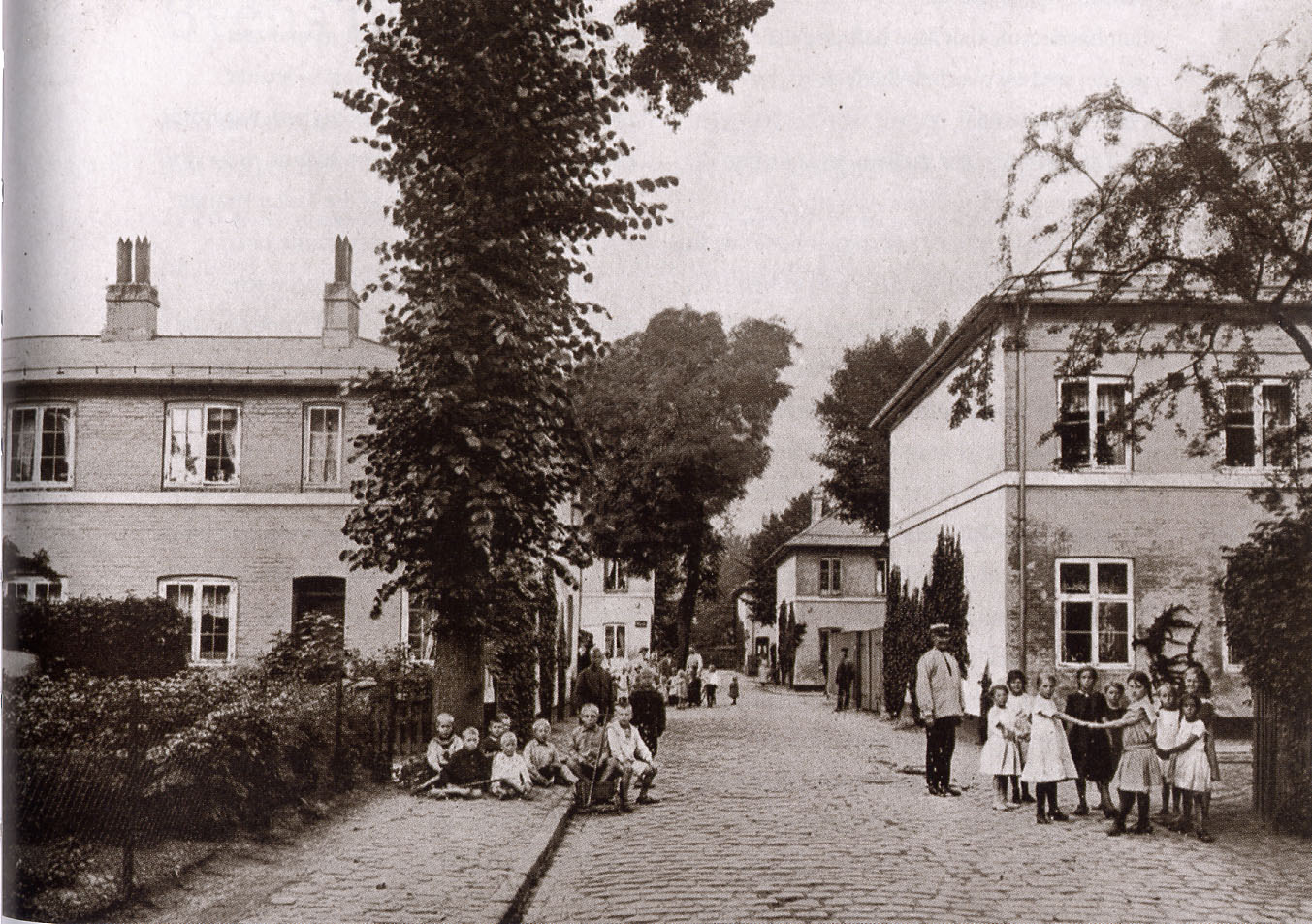
Brumleby en la década de 1900

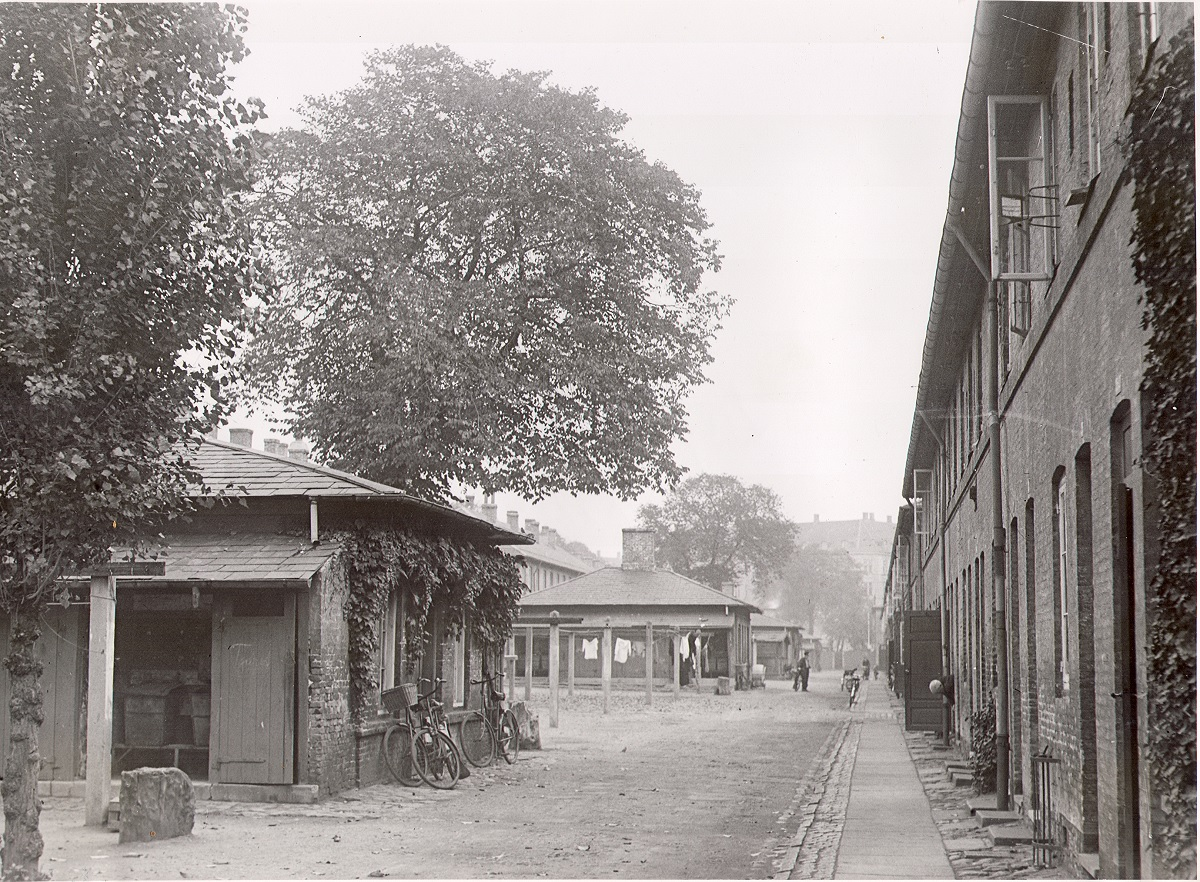
Brumleby en el siglo XX

En 1878, todavía con Klein como arquitecto, la Asociación Médica continuó la construcción de apartamentos para trabajadores en otro lugar más alejado de la ciudad, junto a la Fábrica de Gas del Este, pero estos fueron demolidos más tarde. A lo largo de los años, también hubo numerosas propuestas para demoler Brumleby y construir viviendas más densas en su lugar, pero en 1959 la zona fue catalogada.

## El nombre
La zona no se conocía originalmente como Brumleby, sino simplemente como Lægeforeningens Boliger (en español: Residencias del Colegio de Médicos), pero el nombre surgió coloquialmente hacia finales del siglo XIX y obtuvo carácter oficial en 1984. El prefijo Brumle-, que al principio también aparecía como Brumme-, probablemente hacía referencia al sonido del ganado pastando en las tierras comunales de los alrededores. El sufijo -by significa simplemente «ciudad» o «zona», como en el inglés by-law y en topónimos como Grimsby y Derby.

## Arquitectura

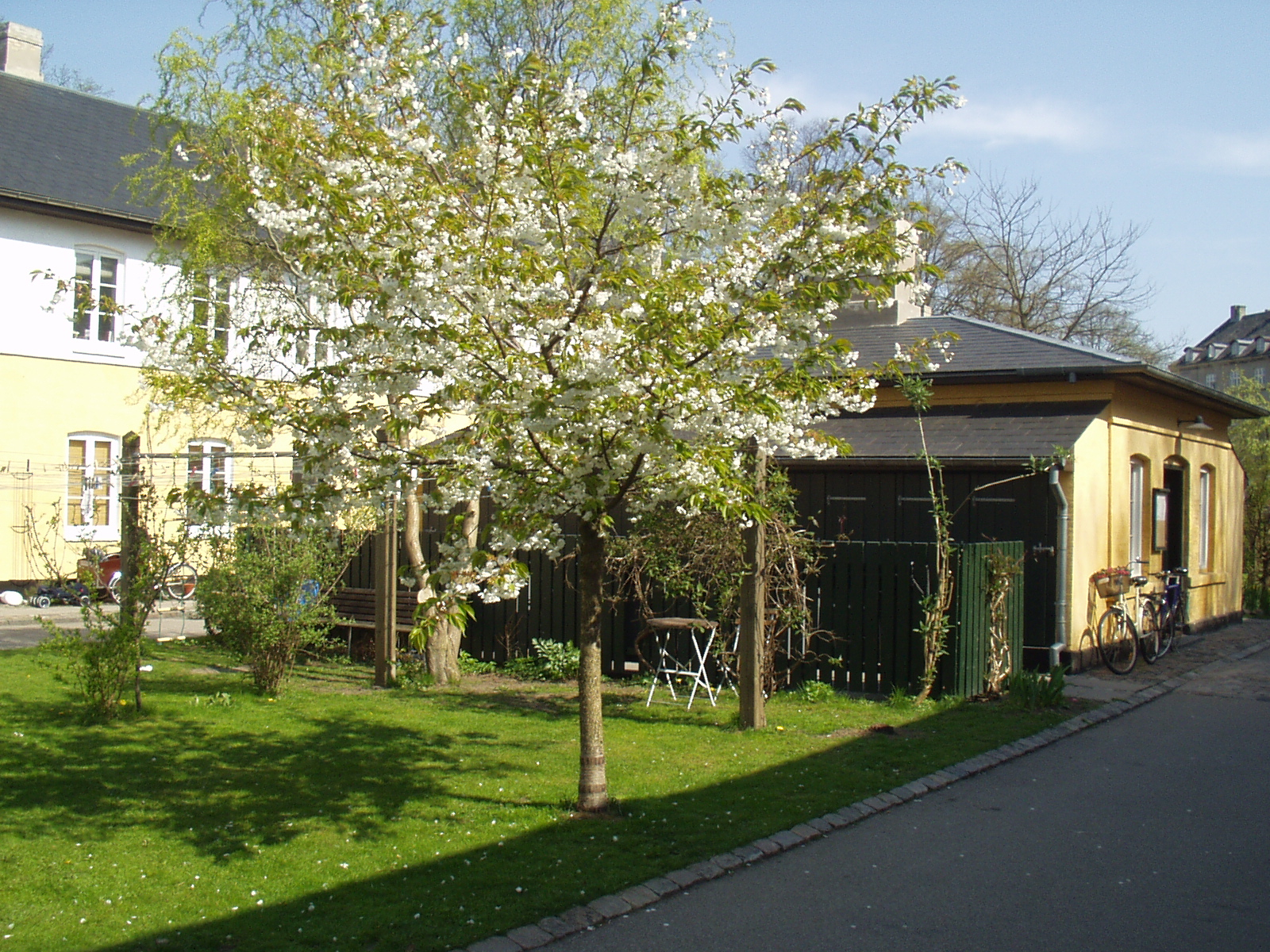
Brumleby

Brumleby consta de cuatro hileras de casas de dos plantas con fachadas bicolores, plantas bajas de color ocre y primeras blancas, y tejados de pizarra. El diseño se inspiró en las viviendas de los trabajadores agrícolas italianos que Bindesbøll había visto durante su estancia en Italia.
Los apartamentos no eran más grandes que los del interior de la ciudad, a menudo destinados a familias numerosas, pero su distribución espaciosa, la abundante luz natural y la ventilación, así como la integración de instalaciones comunes como lavaderos, tiendas cooperativas, una casa de baños, talleres y espacios compartidos, establecieron nuevos estándares. 

## Brumleby hoy
Brumleby sigue funcionando como vivienda social y forma parte de la Sociedad General de la Vivienda de Copenhague (Københavns Almindelige Boligselskab). En la actualidad, tras las fusiones realizadas durante una importante renovación en la década de 1990, el número de apartamentos se ha reducido a 221, y estos disponen de baños y aseos privados, ya que antes estas instalaciones eran compartidas.

## Residentes notables
Ilia Fibiger (1817-1867), escritora y primera enfermera profesional de Dinamarca, vivió allí con seis huérfanos en la década de 1860. El escritor Martin Andersen Nexø vivió en la zona de niño, de 1872 a 1877, y la ha retratado en las memorias de infancia Et lille kræ (Un pequeño ser), de 1952. Mille Dinesen es una actriz danesa conocida por protagonizar la película Nynne y por interpretar el papel principal en la serie de televisión Rita.